# Paris Basketball
El Paris Basketball es un club de baloncesto francés, con sede en la ciudad de París que compite en la Betclic Élite, la máxima competición de Francia y en la Euroliga, la máxima competición a nivel europeo. Disputa los partidos como local en la Halle Georges-Carpentier, con capacidad para 5,009 espectadores  o en el Arena Porte de La Chapelle, con capacidad para 8,000 espectadores.

## Historia

### Creación del club (2018)
El Paris Basket Avenir es una Cooperación Territorial de Clubes (CTC) nacida en 2013, tras la fusión de 3 clubes deportivos del este de París: Domrémy Basket 13 (LDB13), Ménilmontant Paris Sports (MPS) y el Club Deportivo del Ministerio de Finanzas (CSMF). El equipo comenzó la temporada 2016-2017 en la NM3 (5.ª división del baloncesto francés), subiendo a la NM2 (4.ª división del baloncesto francés) para la temporada 2017-2018. A partir de esta temporada, empezó a jugar sus partidos como local en la Halle Georges Carpentier. El objetivo era, en particular, redesarrollar el baloncesto parisino, ausente del mundo profesional desde la desvinculación en 2016 del Ayuntamiento de París del Paris-Levallois, conocido actualmente como Metropolitans 92.
Siguiendo el plan de establecer un club profesional a gran escala en París, dirigido por el exejecutivo de los Minnesota Timberwolves de la NBA, David Kahn, los derechos deportivos del Hyères-Toulon Var Basket, descendido a la Pro B (2.ª división del baloncesto francés) y en dificultades financieras, son vendidos a la Asociación  para la Promoción del Baloncesto en París (APB París) al finalizar la temporada 2017-2018. De esta manera, a través de esta asociación y de la empresa de David Kahn y Eric Schwartz Paris Basketball Investments, se creó oficialmente un nuevo club profesional parisino el 12 de julio de 2018, que competiría en la Pro B, bajo el nombre de Paris Basketball. El nuevo club fue apoyado por la ciudad de París, la Asociación Paris Basket Avenir y sus 3 clubes fundadores.
El Paris Basketball juega los partidos de casa en la Halle Georges-Carpentier, y en el verano de 2024 al Adidas Arena, situado en el barrio parisino de Porte de la Chapelle y que tendrá una capacidad para 8,000 espectadores. El objetivo del club en la temporada 2018-2019 era mantener la categoría en la Pro B.

### Primera temporada prometedora (2018-2019)
Debido a trabajos de mejora de la Halle Georges-Carpentier hasta el 23 de octubre de 2018, el club parisino disputó sus primeros partidos oficiales en casa en los suburbios parisinos de Rueil-Malmaison y Pontoise. Paris Basketball ganó el primer partido oficial de su historia el 28 de septiembre de 2018, correspondiente a la tercera jornada de la Leaders Cup Pro B frente al Denain ASC Voltaire por 64-71, e incluso se clasificó para los cuartos de final de esta competición. El partido de ida de los cuartos de final fue el primer partido oficial del club en la Halle Georges-Carpentier, donde cayeron eliminados frente al Chorale Roanne Basket.
Paris Basketball jugó su primer partido de liga en casa en la Halle Georges-Carpentier el 4 de noviembre de 2018, que acabó con derrota por 87-93 contra el SLUC Nancy Basket. 800 personas, incluyendo al presidente de la Pro A Alain Béral, al rapero Oxmo Puccino y al atleta Ladji Doucouré. Hasta la sexta jornada no consiguieron la primera victoria de su historia en la Pro B, que fue por 96-99 frente al Caen Basket Calvados tras 2 prórrogas. Su primera victoria en la Pro B en casa llegó el 27 de diciembre de 2018,  tras vencer al ALM Évreux Basket por 82-64. Tras esta victoria, el Paris Basketball ganó 6 partidos consecutivos, incluyendo uno contra el líder Chorale Roanne Basket el 18 de enero, saliendo así de la zona de descenso. El 18 de marzo de 2018, el partido en casa contra Chorale Roanne Basket fue el primer partido televisado en la historia del club, transmitido por RMC Sport 2, con victoria para el Paris Basketball 67-65. De esta manera, tras haber sufrido un comienzo de temporada complicado, los parisinos aseguraron su permanencia en Pro B al finalizar 11.º

### Segunda temporada complicada (2019-2020)
Al término de su primera temporada en la Pro B, la plantilla se renovó por completo con la salida de 9 jugadores, entre ellos los canadienses Kris Joseph y Jevohn Shepherd. Para la temporada 2019-2020, el club apostó por la juventud al fichar a Milan Barbitch, Juhann Begarin e Ismaël Kamagate, formados en el Paris Basket Avenir. Esta temporada suposo la llegada de Adidas como proveedor de equipamiento del club por 3 años. El 16 de julio de 2019, el club anunció el fichaje del internacional maliense Amara Sy, anunciando 5 días después, el 21 de julio, el fichaje de Nobel Boungou Colo. Tras estos grandes fichajes, el equipo se perfiló como uno de los favoritos para ganar la Pro B y conseguir el ascenso a la Jeep Élite.
Un Paris Basketball lleno de ambiciones, inició su segunda temporada con victoria frente el Fos Provence Basket con un equipo sin jugadores extranjeros. En los dieciseisavos de final de la Copa Francesa, el club parisino se enfrentó al Metropolitans 92, lo que suponía el derbi de la ciudad de París. El equipo que competía en la Jeep Élite de Boulogne-Billancourt, el Metropolitans 92,  venció por 76-83. Unos días después, el club se reforzó con la llegada del escolta nigeriano Ben Uzoh, aunque sólo estuvo 2 meses en el club. Hasta finales de diciembre, el equipo estuvo en apuros en liga, con solo 3 victorias en 11 partidos.
Tras recuperarse encadenando 3 victorias en 4 partidos, el club parisino disputó por primera vez el 26 de enero de 2020, con motivo del Año Nuevo chino, su partido de la 16.ª jornada de la Pro B ante el Aix Maurienne Savoie Basket en el Accor Arena, con capacidad para 15,000 espectadores. Retransmitido por RMC Sport 2 y disputado ante 5,500 espectadores, el partido acabó con una clara derrota por 83-102, a pesar del buen ambiente creado por la afición parisina. En febrero, el club, entonces 12.º en la tabla, ficharon al base estadounidense con pasaporte georgiano Marquez Haynes, reafirmando así su intención de alcanzar los Play-Offs. La temporada finalizó prematuramente en marzo debido a la pandemia del COVID-19, terminando el equipo en décimo lugar. A final de temporada, Sylvain Francisco  y Gary Florimont dejaron el club.

### Ascenso a la Jeep Élite (2020-2021)
El equipo encadenó 10 victorias en 11 partidos, incluyendo 6 victorias seguidas al final de la temporada, lo que llevó a quedar segundo en la clasificación sólo por detrás del Fos Provence Basket, ascendiendo de esta manera a la Jeep Élite solo 3 años después de su creación. El club parisino ganó el primer partido de su historia en la Betclic Élite el 16 de octubre, tras vencer en casa al Cholet Basket por 85-83 con una canasta sobre la bocina de Kyle Allman.
El club terminó la temporada 2021-2022 en la Betclic Élite en el puesto 15.º, lo que le permitió continuar un año más en la élite . A pesar de su bajo rendimiento deportivo, el club recibió una invitación para la 7DAYS EuroCup (segunda máxima competición europea) para la temporada 2022-2023, lo que supondrá el debut del equipo en competición europea.

## Trayectoria
| Campeón | Subcampeón      | Clasificado a Play-Offs |
| NSC     | No se clasificó | No se clasificó         |

| Temporada        | División | Liga          | Posición | Partidos | Victorias | Derrotas | Play-Offs | Copa Francesa          | Otras Copas                          | Comp. Europea              |
| ---------------- | -------- | ------------- | -------- | -------- | --------- | -------- | --------- | ---------------------- | ------------------------------------ | -------------------------- |
| Paris Basketball |          |               |          |          |           |          |           |                        |                                      |                            |
| 2018–19          | 2        | Pro B         | 11.º     | 34       | 16        | 18       | NSC       | 1.ª Ronda              | Leaders Cup Pro B - Cuartos de final |                            |
| 2019–20          | 2        | Pro B         | 10.º     | 33       | 11        | 12       | NSC       | 2.ª Ronda              | Leaders Cup Pro B - Cuartos de final |                            |
| 2020–21          | 2        | Pro B         | 2.º      | 34       | 23        | 11       | N/A       | 1.ª Ronda              | Leaders Cup Pro B - Semifinal        |                            |
| 2021-22          | 1        | Betclic Élite | 15.º     | 34       | 13        | 21       | NSC       | Octavos de final       |                                      |                            |
| 2022-23          | 1        | Betclic Élite | 9.º      | 34       | 16        | 18       | NSC       | Dieciseisavos de final |                                      | Eurocup - Cuartos de final |

## Palmarés
- Ligue Nationale de Basket-ball (1): 2024-25
- Eurocup (1): 2023-24
- Leaders Cup (1): 2024.
- Pro B:
  -  Subcampeones (1): 2021